# Typhon Phanfone (2014)
Pour les articles homonymes, voir Cyclone tropical Phanfone.
Le typhon Phanfone ou typhon Neneng aux Philippines est le 8e cyclone tropical de la saison cyclonique 2014 dans l'océan Pacifique nord-ouest. Né dans l'Ouest de l'océan Pacifique à hauteur des îles Carolines, il se dirige vers le nord-ouest puis oblique vers le nord-est en atteignant le Sud du Japon, affectant le Nord des îles Ryūkyū et le Sud et le centre de l'archipel japonais.
Les fortes pluies provoquées par le passage du typhon sont à l'origine du crash de deux véhicules sur le circuit de Suzuka lors du Grand Prix automobile du Japon de Formule 1 et de la mort du pilote français Jules Bianchi.
Les Philippines sont frappées chaque année par une vingtaine de typhons et tempêtes tropicales, faisant des centaines de morts.